# Hotel Villa de la Reina
El Hotel Villa de la Reina, anteriormente sede de los bancos Matritense y Guipuzcoano, es un inmueble situado en el número 22 de la Gran Vía de Madrid (España). Fue proyectado por el arquitecto Secundino Zuazo. Oficialmente, su construcción finalizó en 1922. El edificio forma parte del Catálogo de Edificios Protegidos del Ayuntamiento de Madrid.

## Historia
La sociedad Cooperativa de Crédito Banco Matritense encargó al arquitecto Secundino de Zuazo Ugalde la construcción de un edificio con una triple finalidad, ya que aparte de albergar las oficinas del propio banco, debía incluir locales comerciales y viviendas de alquiler. Debido a tal complejidad, se obligó a repartir en cada planta varios usos:  así, el subsótano se dedicaba a carbonera y calderas; el sótano se repartía entre los almacenes de las tiendas superiores, las cajas acorazadas y el archivo del banco, y la vivienda del portero; la planta baja incluía un comercio a cada lado del portal, las oficinas bancarias, sala de espera, y varios despachos, así como dos escaleras independientes: una de bajada al sótano para clientes y otra para empleados que además se prolongaba para subir al salón del consejo y otras dependencias de dirección, que compartían el entresuelo con la vivienda del director y una pequeña tienda. Los cinco pisos restantes se ocupaban con una vivienda por planta, distribuida en torno a tres patios de luces.